# Caprin-1
Caprin-1‏ (Cell cycle associated protein 1) هوَ بروتين يُشَفر بواسطة جين Caprin-1 في الإنسان.

## الأهمية السريرية
في عام 2022، تبين أن طفرات فقدان الوظيفة في جين CAPRIN1 تؤدي إلى اضطراب جسمي سائد. يعاني المرضى المصابون بالاضطراب المكتشف حديثًا من ضعف اللغة وتأخر الكلام والإعاقة الذهنية واضطراب فرط الحركة ونقص الانتباه واضطراب طيف التوحد. جسديًا، يعانون من مشكلات في الجهاز التنفسي وتشوهات في الأطراف/الهيكل العظمي وتأخر في النمو وصعوبات في التغذية ونوبات ومشكلات عينية.